# Alfred Meier (Fußballspieler)
Alfred Meier war ein deutscher Fußballspieler.
Der Torwart wurde im Jahre 1922 mit Arminia Bielefeld westdeutscher Meister und qualifizierte sich damit für die Endrunde um die deutsche Meisterschaft. Dort scheiterten die Bielefelder mit Meier zwischen den Pfosten im Viertelfinale am FC Wacker München. Ob Meier ein Jahr später bei der erneuten Endrundenteilnahme noch zum Kader der Arminia gehörte, ist nicht bekannt. In den Endrundenspielen stand Willi Niehaus im Tor.